# 東京都市大学の人物一覧
東京都市大学の人物一覧（とうきょうとしだいがくのじんぶついちらん）は、東京都市大学に関係する人物の一覧記事。

## 歴代学長
- 第2代：荒川大太郎 （1952年4月1日 - 1955年5月16日）
- 第3代：八木秀次 （1955年5月17日 - 1960年3月31日）
- 第4代：山田良之助 （1960年4月1日 - 1978年3月31日）
- 第5代：石川馨 （1978年4月1日 - 1989年4月16日）
- 学長代行：古濱庄一 （1989年4月16日 - 1989年8月31日）
- 第6代：古濱庄一 （1989年9月1日 - 1998年8月31日）
- 第7代：堀川清司 （1998年9月1日 - 2004年8月31日）
- 第8代：中村英夫 （2004年9月1日 - 2013年8月31日）
- 第9代：北澤宏一 （2013年9月1日 - 2014年9月26日）
- 第10代：三木千壽（2015年1月1日 - 2023年12月31日）
- 第11代：野城智也（2024年1月1日 - ）

## 著名な教職員

### 総合理工学研究科
- 三瓶政一 - 特任教授、情報専攻

### 理工学部
- 佐藤秀明 - 准教授、機械工学科

### 建築都市デザイン学部
- 堀場弘 - 教授、建築家、日本建築学会賞
- 手塚貴晴 - 教授、建築家、日本建築学会賞
- 三谷康彦 - ランドスケープデザイン非常勤講師
- 福島加津也 - 教授、建築家、日本建築学会賞

### 環境学部
- 田中章 - 教授、生態系復元、農学博士、環境学者、ランドスケープアーキテクト、造園家、日本造園学会賞
- 涌井史郎 - 特別教授、造園家、ランドスケープアーキテクト
- 伊坪徳宏 - 教授、ライフサイクルアセスメント

### デザイン・データ科学部
- 葉村真樹 - 特任教授

### 都市生活学部
- 西山敏樹 - 都市生活学科教授、バス事業に詳しい

### 人間科学部
- 五十嵐美樹 - 特任准教授

### 共通教育部
- 丸島和洋 - 教授、日本史

### 総合研究所
- 小長井誠 - 特別教授、第30代応用物理学会会長、紫綬褒章

### 客員教授
- 宮林正恭
- 村尾公一

### 元教職員
- 岩男寿美子 - 環境情報学部教授、社会心理学
- 松尾三郎 - 工学部教授
- 横田二郎 - 教授
- 星谷勝 - 工学部教授、構造信頼性工学
- 広瀬鎌二 - 工学部教授、建築家
- 岩崎堅一 - 工学部教授、建築家、日本建築学会賞
- 新居千秋 - 工学部教授、建築家、日本建築学会賞
- 増田陳紀 - 工学部教授、構造工学、鋼構造学、橋梁工学、計算力学
- 青木純一 - 人間科学部教授、医学史、教育史
- 吉川弘道 - 工学部教授、鉄筋コンクリート、耐震設計、地震リスク
- 中川聡子 - 工学部教授、第106代電気学会会長
- 増井忠幸 - 第4代環境情報学部長、環境ロジスティクスの第一人者
- 大守隆 - 環境情報学部教授、オックスフォード大学経済学博士
- 池田紅玉 - 東横学園女子短期大学英語英文学科助教授

## 主な出身者

### 政界
- 大畠章宏 - 元衆議院議員、元国土交通大臣、元経済産業大臣
- 川井重勇 - 元東京都議会議長、元東京オリンピック・パラリンピック競技大会組織委員会理事
- 畑英次郎 - 元農林水産大臣、元通商産業大臣、元衆議院議員、元大分県日田市長（中退）
- 本名武 - 元衆議院議員、元沖縄開発庁長官、元総理府総務長官
- 三島紀元 - 元岡山県笠岡市長、元笠岡市副市長

### 財界
- 江幡哲也 - オールアバウト創業者・社長兼CEO、ディー・エル・マーケット社長
- 鈴木康弘 - セブン&アイ・ネットメディア社長、日本オムニチャネル協会会長、情報経営イノベーション専門職大学客員教授
- 大谷重光 - パーソナルコンピュータ利用技術学会副会長
- 小川矩良 - ホテルオークラ東京社長、日本ホテル協会会長
- 上野和典 - バンダイ社長
- 中園正樹 - 松田平田設計社長
- 武田邦信 - 元ELT代表取締役
- 豊田幹司郎 - アイシン会長
- 林南八 - トヨタ自動車技監・取締役、中部インダストリアル・エンジニアリング協会会長
- 加来徹也 - 元コネクトテクノロジーズ会長
- 浜島健爾 - ウシオ電機社長
- 宮坂宏 - スクーテックジャパン代表
- 八郷隆弘 - 本田技研工業社長、元日本自動車工業会副会長、元全国公正取引協議会連合会副会長、元自動車公正取引協議会会長
- 渡邉幸義 - アイエスエフネット創業者・社長

### 官界・法曹
- 遠藤紘一 - 初代内閣官房内閣情報通信政策監、デジタル庁参与、元リコージャパン会長
- 平原敏英 - 横浜市副市長、横浜新都市センター取締役、元横浜高速鉄道取締役
- 服部健一 - 米国ワシントンD.C.弁護士及びバージニア州弁護士、元特許庁審判官

### 研究者・学者
- 草柳俊二 - 高知工科大学名誉教授
- 後藤正幸 - 早稲田大学データサイエンス研究所所長・教授
- 小林英男 - 東京工業大学名誉教授、元日本高圧力技術協会会長、元日本非破壊検査協会会長、安全功労者内閣総理大臣表彰
- 間多均 - 元帝京大学理工学部ヒューマン情報システム学科教授
- 目黒公郎 - 東京大学生産技術研究所教授、都市基盤安全工学国際研究センター長、日本地震工学会会長、地域安全学会会長

### 文学
- 伊藤致雄 - 小説家
- 大橋泰彦 - 劇作家
- 羽山信樹 - 歴史・時代小説家
- 石原武龍 - 脚本家

### 芸術
- 江文也 - 作曲家、声楽家
- 高橋辰郎 - チェンバロ製作家
- 近藤照男 - テレビプロデューサー
- 広瀬鎌二 - 建築家、武蔵工業大学教授
- 中原暢子 - 建築家
- 伊丹潤 - 建築家
- 岩崎堅一 - 建築家、東京都市大学（旧武蔵工業大学）教授、 日本建築学会賞
- 淺石優 - 建築家、東京都市大学（旧武蔵工業大学）教授、日本建築学会賞
- 新居千秋 - 建築家、東京都市大学（旧武蔵工業大学）教授、ペンシルベニア大学客員教授、 日本建築学会賞
- 堀場弘 - 建築家、東京都市大学（旧武蔵工業大学）特任教授、日本建築学会賞
- 手塚貴晴 - 建築家、東京都市大学（旧武蔵工業大学）教授、日本建築学会賞
- 手塚由比 - 建築家、手塚貴晴（夫）と手塚建築研究所を共同設立、日本建築学会賞
- 西田勝彦 - 建築家
- 遠藤克彦- 建築家、茨城大学大学院 准教授
- 福島加津也 - 建築家、東京都市大学（旧武蔵工業大学）教授、日本建築学会賞
- 石上純也 - 建築家、日本建築学会賞、ヴェネツィア・ビエンナーレ金獅子賞
- 羽鳥達也 - 建築家、日建設計 設計部門ダイレクター、日本建築学会賞
- 藤田雄介 - 建築家
- 神津善之介 - 洋画家
- 石田あきら - 漫画家。代表作は『私立彩陵高校超能力部』など

### 音楽
- 相川貴彦 - ミュージシャン
- 柳川和樹 - ゲーム音楽作曲家
- 横健介 - 作曲家

### 芸能
- かつまゆう - 声優
- 柳家小ゑん - 落語家
- めっちぇん （赤羽奈々瀬）- お笑い
- アンラッキー後藤 - お笑い
- ドラハッパー （西條辰彦）- お笑い
- 森雅紀 - パーソナリティ

### スポーツ
- 中野真矢 - MotoGPライダー
- 清水和夫 - レーシングドライバー・モータージャーナリスト
- 中谷明彦 - レーシングドライバー・モータージャーナリスト
- 大野崇 - キックボクサー
- 湯浅健二 - サッカージャーナリスト、サッカー指導者
- 吉田友佳 - テニス選手

### その他
- 福原俊一 - 電車発達史研究家